# Zapotok (gmina Kanal ob Soči)
Zapotok – wieś w Słowenii, w gminie Kanal ob Soči. W 2018 roku liczyła 5 mieszkańców.